# Хлеб (роман)
«Хлеб» — роман русского писателя Дмитрия Мамина-Сибиряка, опубликованный в 1895 году.

## История создания и публикации
Роман «Хлеб» публиковался в журнале «Русская мысль», в номерах с 1 по 8 за 1895 год.
Материал для своего романа Мамин-Сибиряк копил, по его собственному признанию, в течение 10-12 лет. Его сильно заботила проблема периодических вспышек голода в Приуралье, так, например, от них страдал Шадринский уезд, который ранее славился своими богатыми урожаями. В попытках выяснить причины этой ситуации писатель изучил состояние хлебного рынка в Шадринске, объездил множество деревень его уезда. Мамин-Сибиряк сделал вывод, что они кроются в следующих постоянно действующих факторах: проникновение в регион крупного капитала, недобросовестная конкуренция торговцев алкоголем, финансовые спекуляции.
План и наброски романа «Хлеб» были сделаны Маминым-Сибиряком 1 февраля 1891 года, но ещё ранее был опубликован целый ряд его рассказов и очерков, где угадываются контуры будущего произведения, а также появляются некоторые его персонажи: «Дешёвка» (1885), «Попросту» (1887), «Сибирские орлы» (1888) и «Исторические люди» (1888). В июне того же года в письме к своей матери Анне Семёновне Маминой он сообщил о том, что работает над «Хлебом», а также над романом о Пугачёвском восстании. Мамин-Сибиряк планировал, что «Хлеб» будет опубликован в журнале «Наблюдатель», но договориться с его редакцией ему не удалось. Автор подчёркивал остроту и актуальность его труда на фоне разразившегося тогда голода в целом ряде губерний.
Прототипами для некоторых героев «Хлеба» послужили реальные люди. Так, некоторым прообразом для Михея Зотыча Колобова был Климентий Ушков, упоминаемый в очерке «Платина» Мамина-Сибиряка. В характере Стабровского (отчасти напоминающего Ляховского, героя «Приваловских миллионов») угадываются черты крупного промышленника и виноторговца Альфонса Поклевского-Козелла. Город Шадринск в «Хлебе» носит название Заполье.

## Критика
Выход романа вызвал множество откликов в прессе. Критики высоко оценили художественные достоинства романа. Критик Ангел Богданович в журнале «Мир божий» противопоставил «Хлеб» народнической литературе, прославлявшей жизнь в русской деревне. Он также отмечал образы героев романа, в которых отразились типичные стороны не только сибирской, но и в целом русской действительности.
Восхищался «Хлебом» писатель Николай Лесков, о чём в письме к Мамину-Сибиряку засвидетельствовал Александр Хирьяков. Виктор Гольцев, редактор «Русской мысли», писал автору, что «объедается его „Хлебом“». Писатель Антон Чехов в письме к Алексею Суворину следующим образом отозвался о романе Мамина-Сибиряка:
Мамин-Сибиряк очень симпатичный малый и прекрасный писатель. Хвалят его последний роман «Хлеб» (в «Русской мысли»); особенно в восторге был Лесков. У него есть положительно прекрасные вещи, а народ в его наиболее удачных рассказах изображается нисколько не хуже, чем в «Хозяине и работнике»